# Daniel Rubin
Daniel Rubin (* 29. Juli 1985 in Bern) ist ein Schweizer Eishockeyspieler, der zuletzt beim Genève-Servette HC in der National League unter Vertrag stand.

## Karriere
Daniel Rubin begann seine Karriere als Eishockeyspieler in seiner Heimatstadt in der Nachwuchsabteilung des SC Bern, in der er bis 2003 aktiv war. Von 2003 bis 2007 spielte der Flügelspieler für die Profimannschaft des EHC Biel in der Nationalliga B. Die Saison 2007/08 verbrachte er beim EHC Basel in der National League A. Mit seiner Mannschaft stieg er am Saisonende in die NLB ab, woraufhin er zum NLA-Teilnehmer Genève-Servette HC wechselte, für den er während der folgenden vier Jahre auf dem Eis stand. 
Zur Saison 2012/13 kehrte Rubin zu seinem Heimatverein SC Bern zurück.
Zur Saison 2014/15 erhielt er erneut einen Vertrag bei Genève-Servette. Nach insgesamt neun Spielzeiten in Genf, in denen er 391 Spiele absolvierte und dabei 158 Skorerpunkte erzielte, erhielt er im Frühjahr 2019 keinen neuen Vertrag mehr bei Servette.

### International
Für die Schweiz nahm Rubin an den Weltmeisterschaften 2011 und 2012 teil.

## Erfolge und Auszeichnungen
- 2013 Schweizer Meister mit dem SC Bern
- 2014 Spengler-Cup-Gewinn mit dem Genève-Servette HC

## Karrierestatistik

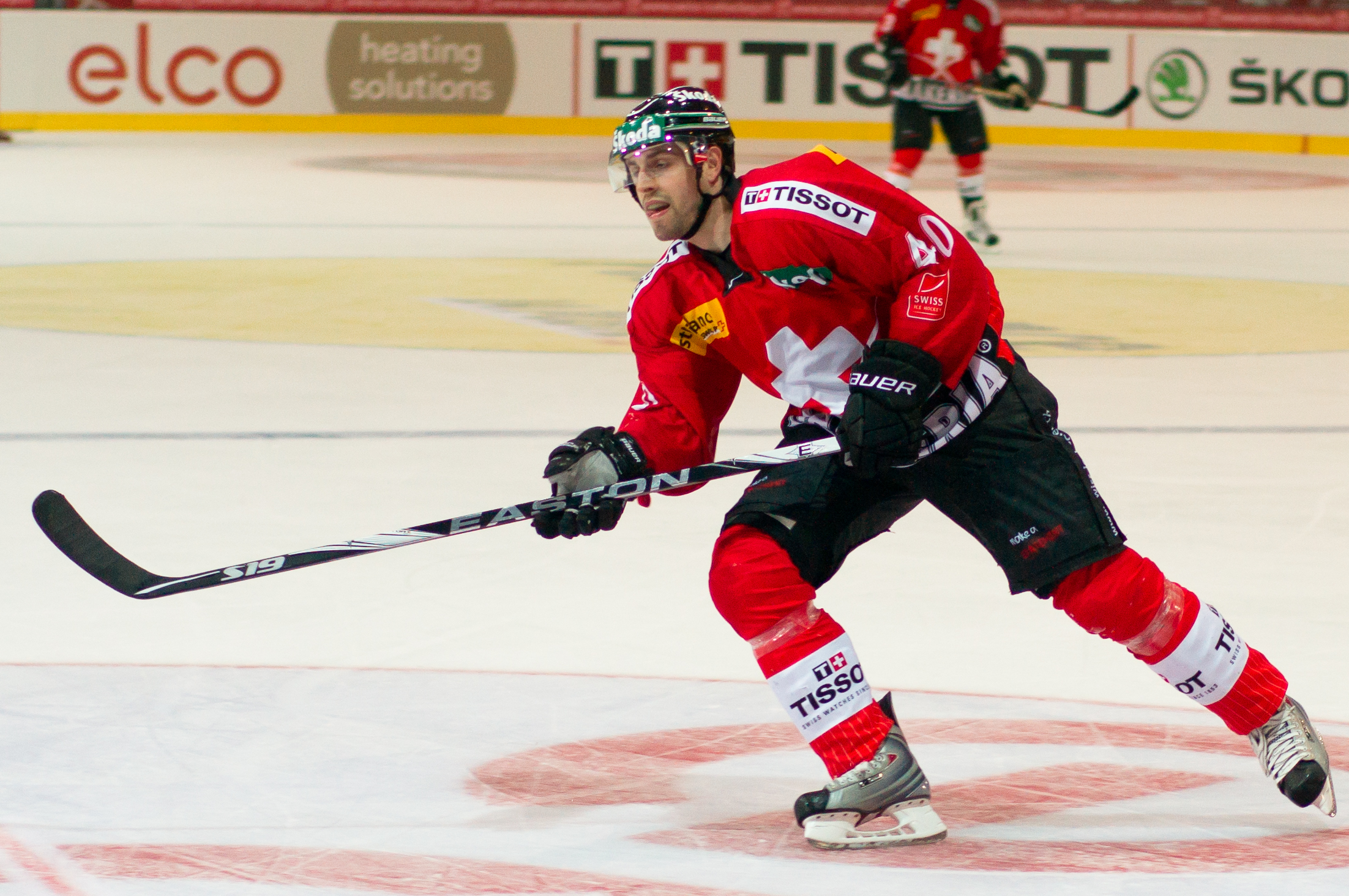
Daniel Rubin im Trikot der Schweizer Nationalmannschaft (2011)

### International
Vertrat die Schweiz bei:
- Weltmeisterschaft 2011
- Weltmeisterschaft 2012

(Legende zur Spielerstatistik: Sp oder GP = absolvierte Spiele; T oder G = erzielte Tore; V oder A = erzielte Assists; Pkt oder Pts = erzielte Scorerpunkte; SM oder PIM = erhaltene Strafminuten; +/− = Plus/Minus-Bilanz; PP = erzielte Überzahltore; SH = erzielte Unterzahltore; GW = erzielte Siegtore; 1 Play-downs/Relegation; Kursiv: Statistik nicht vollständig)